# Brønnøya
Brønnøya est une île de la commune de Asker ,  dans le comté d'Akershus en Norvège.

## Description
L'île de 1,5 km2 se trouve dans l'Oslofjord intérieur. Elle se trouve juste au sud-est de Nesøya et au sud-ouest de Ostøya. L'île est fermée à la circulation motorisée toute l'année et se compose de nombreuses résidences privées.
Brønnøya est situé au milieu du rift d'Oslo et possède principalement des dépôts de fond marin datant du Cambrien avec beaucoup de schiste et de calcaire.

## Réserve naturelle
- La réserve naturelle de Viernbukta se trouve à l'extrême est de l'île [3]
- La réserve naturelle de Vendelholmène, au nord-ouest, et englobant trois îlots [4]

## Galerie

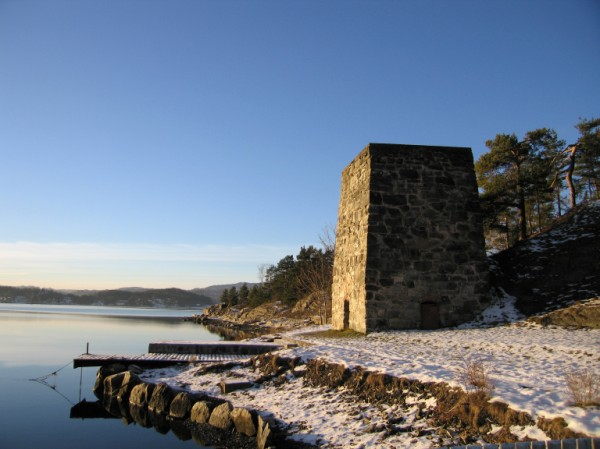
Kalkovnen
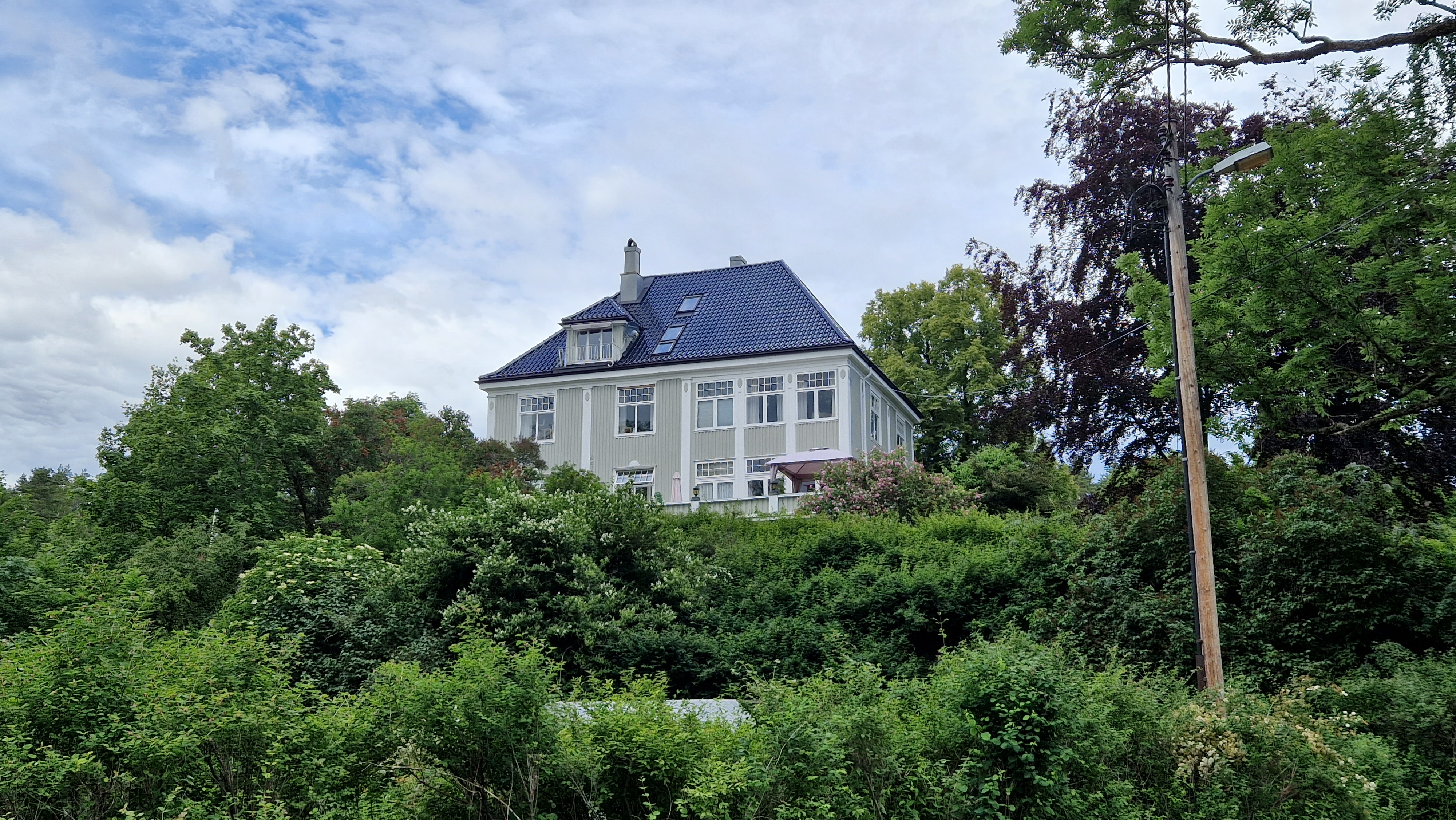
Résidence
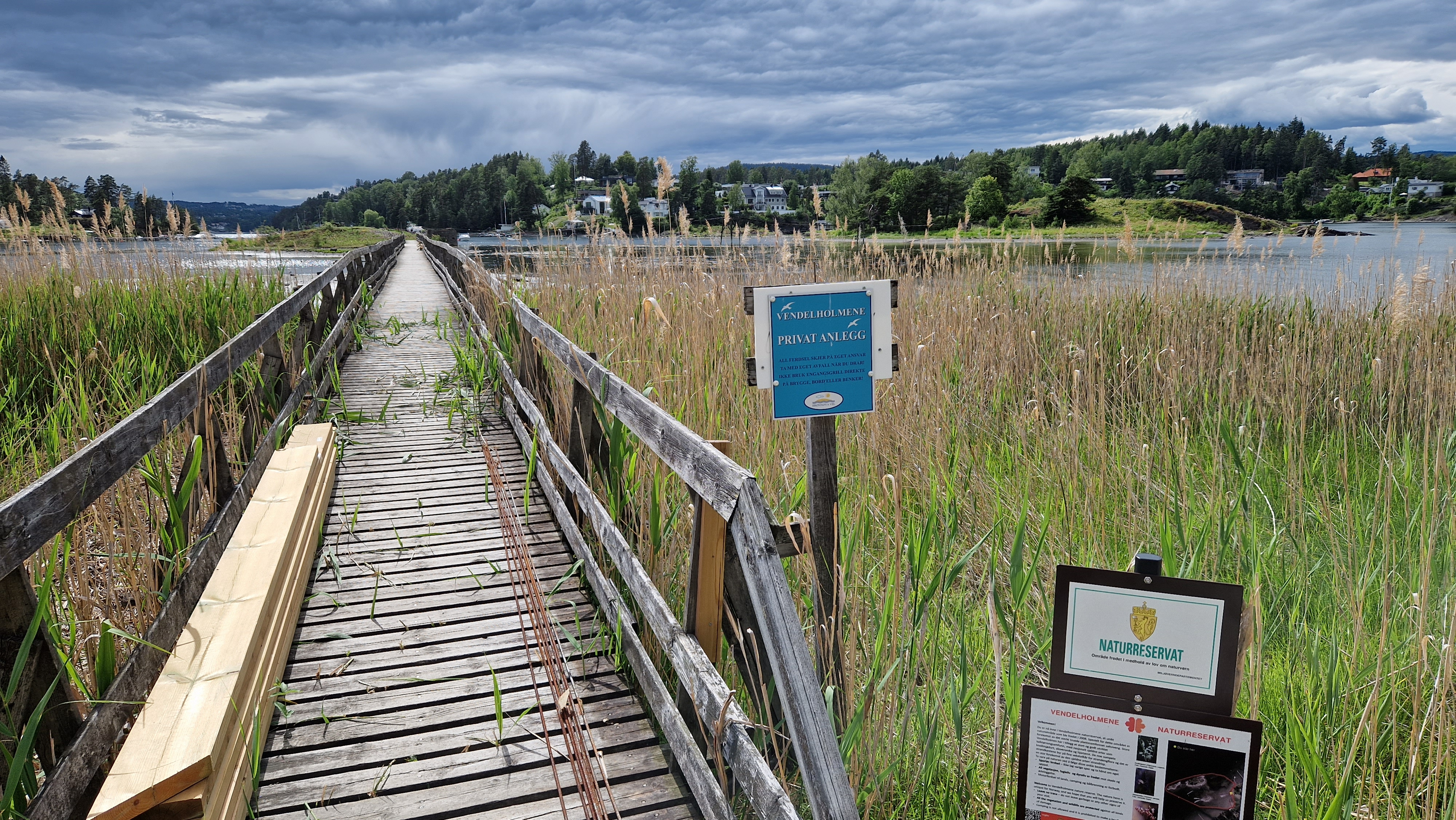
Vendelholmene naturreservat